# Рьоне Госини
Рьонѐ Госинѝ (на френски: René Goscinny) е френски писател, хуморист и сценарист.
Автор е на историите в комиксите за Астерикс и Обеликс (с художник Албер Юдерзо), Лъки Люк и Малкият Никола (с художник Жан-Жак Семпе).
Той е сред най-известтите представители на френската култура: комиксите и другите творби с негово участие са продадени в над 500 милиона екземпляра.